# Muskellunge
Der Muskellunge (Esox masquinongy), häufig als „Musky“ oder „Muskie“ abgekürzt, ist ein Raubfisch aus der Familie der Esocidae. Sein natürliches Vorkommen liegt im Osten Nordamerikas im Bereich des Sankt-Lorenz-Stroms, der Großen Seen, der Hudson Bay und des oberen Mississippi River, er wurde jedoch auch in verschiedene weitere Gewässer eingeführt.

## Etymologie
Der Name des Fisches hat weder etwas mit Muskeln noch mit Lungen zu tun, sondern leitet sich von seiner Bezeichnung in der Sprache der Ojibwa, maashkinoozhe („häßlicher Hecht“ oder „großer Fisch“), ab. Bis heute finden sich in Kanada und den USA verschiedene Schreibweisen für den Fisch; so findet sich in Longfellows The Song of Hiawatha die Variante maskenozha. Volksetymologisch wurde das indianische Wort mit französisch masque allongé („lange Maske“) in Verbindung gebracht.

## Merkmale

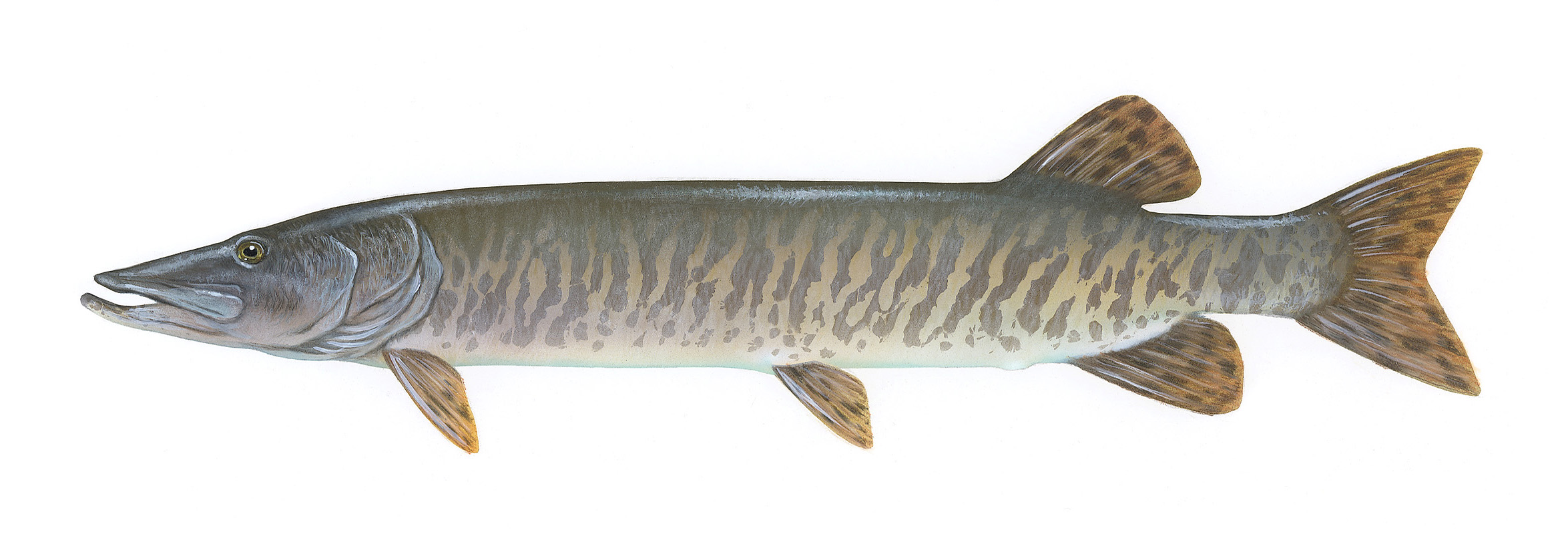
Muskellunge

Mit durchschnittlich etwa einem Meter Länge und 10 Kilogramm Gewicht und Maximalmaßen von 1,83 Metern und 32 Kilogramm ist der Muskellunge die größte Hechtart. Der Körper ist langgestreckt und schlank. Die Färbung der Tiere ist sehr variabel. Die Grundfärbung ist meist hell-bräunlich bis gelblich-grün. Darauf finden sich meist dunkle Zeichnungen, die aus vertikalen, geraden oder verwundenen Streifen oder zahlreichen Flecken bestehen können. Ein dunkler Streifen unter dem Auge fehlt stets. Daneben kommen auch vollständig ungezeichnete Tiere vor. Die Zeichnung ist bei jungen Tiere besonders kontrastreich und kann bei sehr alten Tieren fast völlig verblassen, die Tiere erscheinen dann silbrig.
Das oberständige Maul ist groß und breit und einem Entenschnabel ähnlich geformt. Die Maulspalte reicht mindestens bis zum hinteren Rand des Auges. Die Wangen und der Kiemendeckel sind im Gegensatz zu anderen Hechtarten nur im oberen Bereich beschuppt. Es sind 5 bis 10, meist 6 bis 9 Mandibular- und 10 oder 11 Submandibularporen vorhanden. Die Zahl der Branchiostegalstrahlen liegt bei 14 bis 16. Das Seitenlinienorgan weist 130 bis 176, meist 145 bis 155 Schuppen auf. Die Rückenflosse mit 15 bis 19 Weichstrahlen sitzt weit hinten am Körper über der 14- bis 16-strahligen Afterflosse. Die Brustflossen haben 14 bis 19 Strahlen, die Bauchflossen, die etwa auf halber Strecke zwischen Brustflossen und Schwanz sitzen, 11 bis 12. Die Schwanzflosse hat zugespitzte Enden.

## Unterarten
In den Vereinigten Staaten werden drei Unterarten unterschieden. E. m. masquinongy kommt im Bereich der Großen Seen vor, E. m. immaculatus in Wisconsin und Minnesota und E. m. ohionensis im Bereich des Ohio River.

## Lebensraum
Der Muskellunge bewohnt mittelgroße bis große Fließgewässer und Seen, Tümpel und Teiche ab etwa 300 Quadratmeter Fläche. Er bevorzugt dabei flache, kühle Gewässer mit reichem Bewuchs, der als Deckung dienen kann, findet sich aber bei gutem Beuteangebot auch an anderen Stellen.

## Lebensweise
Muskellungen sind standorttreue Einzelgänger. Sie lauern meist im Versteck, um von dort schnell nach möglichen Beutetieren vorzustoßen. Ausgewachsene Tiere ernähren sich vorwiegend von größeren Fischen, erbeuten aber gelegentlich auch Wasservögel und Säugetiere bis zur Größe einer Bisamratte. Die Laichzeit liegt im späten Frühjahr, meist Anfang Mai. Die Eier werden in kleineren Fließgewässern in pflanzenbedeckten Gruben abgelegt. Ein Weibchen produziert je nach Größe 60.000 bis 100.000 Eier, gelegentlich kommt es dabei zu Hybridisierungen mit dem meist früher ablaichenden Hecht (Esox lucius). Die Jungtiere wachsen schnell heran. In der ersten Zeit ernähren sie sich vorwiegend von Zooplankton und kleinen Krebstieren, ab etwa einer Woche beginnen sie kleine Fische zu erbeuten. Dabei kommt auch Kannibalismus vor.

## Tigerhecht
Der Tigerhecht ist eine unfruchtbare Kreuzung aus dem Muskellunge und dem Hecht (Esox lucius), die gelegentlich natürlich vorkommt, meist aber künstlich erzeugt wird. Tigerhechte ähneln äußerlich dem Muskellunge, ihre Zeichnung besteht aber aus zahlreichen dünneren, teilweise unterbrochenen Streifen, die ein tigerartiges Aussehen verleihen. Da Tigerhechte sich nicht vermehren, eignen sie sich besonders gut, um zur Bestandskontrolle kleinerer Fische in Fischteichen eingesetzt zu werden.

## Nachweise
1. ↑  Mark M. Orkin: Speaking Canadian English. An informal account of the English language in Canada. Routledge and Kegan Paul, London 1971, ISBN 0-7100-7004-7, S. 202.
2. 1 2 3 4  Ken Schultz: Ken Schultz's field guide to freshwater fish. John Wiley and Sons, New York NY u. a. 2003, ISBN 0-471-44994-6, S. 143–146.
3. ↑  Fred C. Rohde, Rudolf G. Arndt, Jeffrey W. Foltz: Freshwater Fishes of South Carolina (= The Belle W. Baruch Library in Marine Science. Band 22). University of South Carolina Press, Columbia SC 2009, ISBN 978-1-57003-680-4, S. 243–244.
4. 1 2 3  Samuel Eddy, James Campbell Underhill: Northern fishes. With special reference to the Upper Mississippi Valley. 3rd edition, revised and expanded. University of Minnesota Press, Minneapolis MN 1974, ISBN 0-8166-0674-9, S. 204–207.
5. ↑  Steven D. Garber: The Urban Naturalist. Courier Dover Publications, Mineola NY 1998, ISBN 0-486-40399-8, S. 106–107.